# 島根県道279号外園高松線
島根県道279号外園高松線（しまねけんどう279ごう そとぞのたかまつせん）は、島根県出雲市を通る一般県道である。

## 概要
出雲市外園町から出雲市高松町に至る。

### 路線データ
- 起点：出雲市外園町
- 終点：出雲市高松町（高松駅前橋交差点、島根県道162号大社立久恵線交点）
- 区域未決定区間：出雲市外園町（起点） - 出雲市西園町（妙見橋の西詰付近）。この区間は出雲市道1029号長浜神社下線として整備されており、本路線の区域から除外されている。

## 歴史
- 1977年（昭和52年）3月11日 - 島根県告示第185号により認定される。

前身は島根県道278号湖陵高松線および島根県道279号外園南園線の各一部である。

## 路線状況

### 道路施設

#### 橋梁
- 妙見橋（神戸川、出雲市西園町）

## 地理

### 通過する自治体
- 出雲市

### 交差する道路
| 交差する道路              | 交差する場所 | 交差する場所            |
| ------------------------- | ------------ | ----------------------- |
| 国道431号                 | 西園町       | 長浜工業団地交差点      |
| 島根県道162号大社立久恵線 | 高松町       | 高松駅前橋交差点 / 終点 |

### 沿線
- 島根県立出雲農林高等学校
- JR西日本大社線跡地